# Барбус-олиголепис
Барбус-олиголепис, или малочешуйный барбус (лат. Oliotius oligolepis) — небольшая пресноводная лучепёрая рыба семейства карповых, обитающая на Суматре.

## Описание
Длина тела составляет 5 см. Тело удлинённое. Единственный спинной плавник подпирается 4—8 лучами, анальный плавник имеет 3—5 лучей. Брюшные плавники подпираются фальшивым жёстким лучом и 7—8 мягкими лучами. Окраска варьирует от красно-коричневого до охристо-коричневого цвета с зеленоватым или синеватым отблеском. Каждая чешуйка с рисунком, у основания имеется синеватое пятно, кайма чёрная. У более стройных самцов нечётные плавники от красноватого до коричневатого цвета с чёрной каймой, у самок они охристого цвета и без каймы.

## Распространение
Вид обитает на Суматре (Индонезия) в травянистых ручьях и реках и в прибрежных зонах озёр с густой растительностью.

## Размножение
В кладке примерно 300 икринок. Мальки появляются через 36—48 часов.